# Corgatha atripuncta
Corgatha atripuncta là một loài bướm đêm trong họ Erebidae.